# Matías Vecino
Matías Vecino vagy Matías Vecino Falero (Canelones, 1991. augusztus 24. –) uruguayi válogatott labdarúgó, az SS Lazio játékosa..

## Pályafutása

### Kezdetek
Vecino első profi klubcsapata a Central Español volt. Itt a 2010-2011-es szezonban játszott majd a Nacional játékosa lett 2011–12-es szezontól. A Nacionalnál két évet töltött, mielőtt Európába szerződött volna.

### Fiorentina
2013 telén váltott klubot és két és félmillió euróért a Fiorentina játékosa lett. A Serie A-ban 2013. szeptember 26-án mutatkozhatott be az Internazionale elleni bajnokin, melyen csapata 2-1-es vereséget szenvedett. 2014 januárjában kölcsönadták a Cagliarinak opciós vételi joggal. Miután lejárt a kölcsönszerződése, visszatért Firenzébe, de egyből újra kölcsönadták, ezúttal az Empolinak. Az itt eltöltött idényt követően bekerült a Fiorentina keretébe. 2016-ban új, ötéves szerződést írt alá. A következő két szezonban alapembere volt a firenzei csapatnak.

### Internazionale
2017. július 31-én orvosi vizsgálatra utazott az Internazionale csapatához,  akik két nap múlva hivatalosan is bejelentették Vecino szerződtetését. A milánói csapat 24 000 000 eurót fizetett az uruguayi játékosért, aki 2021 nyaráig írt alá.
Vecino a 11-es mezszámot kapta új csapatánál, akiknek színeiben augusztus 20-án a Fiorentina elleni 3–0-s bajnoki győzelem alkalmával mutatkozott be. Kezdőként végigjátszotta a mérkőzést. Hat nap múlva az Internazionale idegenben győzte le 3–1-re az AS Rómát, kilenc év után diadalmaskodva az Olimpiai Stadionban. Vecino ezen a találkozón szerezte meg első bajnoki gólját a milánói kék-feketék mezében.

## Válogatott
Részt vett a 2011-es Dél-amerikai U20-as labdarúgó-bajnokságon és a 2011-es U20-as világbajnokságon. Az uruguayi nemzeti csapatban 2016. március 25-én mutatkozott be Brazília ellen.

## Statisztikái

### Klub
Legutóbb 2018. január 22-én lett frissítve.
| Klub                  | Szezon           | Liga                       | Liga          | Liga  | Ligakupa      | Ligakupa | Nemzetközi    | Nemzetközi | Összesen      | Összesen |
| Klub                  | Szezon           | Bajnokság                  | Pályára lépés | Gólok | Pályára lépés | Gólok    | Pályára lépés | Gólok      | Pályára lépés | Gólok    |
| --------------------- | ---------------- | -------------------------- | ------------- | ----- | ------------- | -------- | ------------- | ---------- | ------------- | -------- |
| Central Español       | 2009–2010        | Uruguayan Primera División | 9             | 0     | 0             | 0        | —             | —          | 9             | 0        |
| Central Español       | 2010–2011        | Uruguayan Primera División | 23            | 2     | 0             | 0        | —             | —          | 23            | 3        |
| Central Español       | összesen         | összesen                   | 32            | 2     | 0             | 0        | —             | —          | 32            | 2        |
| Nacional              | 2011–2012        | Uruguayan Primera División | 13            | 3     | 0             | 0        | 2             | 0          | 15            | 3        |
| Nacional              | 2012–2013        | Uruguayan Primera División | 5             | 1     | 0             | 0        | 3             | 1          | 8             | 2        |
| Nacional              | összesen         | összesen                   | 18            | 4     | 0             | 0        | 5             | 1          | 23            | 5        |
| Fiorentina            | 2013–14          | Serie A                    | 6             | 0     | 1             | 0        | —             | —          | 7             | 0        |
| Fiorentina            | 2015–2016        | Serie A                    | 30            | 2     | 1             | 0        | 7             | 0          | 38            | 2        |
| Fiorentina            | 2016–2017        | Serie A                    | 31            | 3     | 2             | 0        | 7             | 1          | 40            | 4        |
| Fiorentina            | összesen         | összesen                   | 67            | 5     | 4             | 0        | 14            | 1          | 85            | 6        |
| Cagliari (kölcsönben) | 2013–2014        | Serie A                    | 9             | 2     | 0             | 0        | —             | —          | 9             | 2        |
| Empoli (kölcsönben)   | 2014–2015        | Serie A                    | 36            | 2     | 2             | 0        | —             | —          | 38            | 2        |
| Internazionale        | 2017–18          | Serie A                    | 19            | 2     | 2             | 0        | —             | —          | 21            | 2        |
| Karrier összesen      | Karrier összesen | Karrier összesen           | 181           | 17    | 8             | 0        | 19            | 2          | 208           | 19       |

### A válogatott
Legutóbb 2017. november 14-én lett frissítve.
| Nemzet   | Évek     | Pályára Lépések | Gólok |
| -------- | -------- | --------------- | ----- |
| Uruguay  | 2016     | 9               | 1     |
| Uruguay  | 2017     | 10              | 0     |
| összesen | összesen | 19              | 1     |

### Góljai a válogatottban
Legutóbb 2019. március 25-én lett frissítve.
| # | Dátum             | Helyszín                                      | Pályára lépések | Ellenfél           | Gól | Eredmény | Verseny             |
| - | ----------------- | --------------------------------------------- | --------------- | ------------------ | --- | -------- | ------------------- |
| 1 | 2016. május 27.   | Estadio Centenario, Montevideo, Uruguay       | 3               | Trinidad és Tobago | 3–1 | 3–1      | Barátságos mérkőzés |
| 2 | 2018. október 12. | Szöuli Világbajnoki Stadion, Szöul, Dél-Korea | 29              | Dél-Korea          | 1–1 | 1–2      | Barátságos mérkőzés |
| 3 | 2019. március 25. | Kuanghszi Sports Center, Nanning, Kína        | 33              | Thaiföld           | 1–0 | 4–0      | 2019-es kína kupa   |

## Sikerei, díjai
- Nacional
  - Uruguayi Primera División: 2011–12

- Internazionale
  - Serie A: 2020–21
  - Olasz kupa: 2021–22
  - Olasz szuperkupa: 2021